# ヘンリク・ヴィエニャフスキ
ヘンリク・ヴィエニャフスキ（ポーランド語: Henryk Wieniawski, 1835年7月10日 - 1880年3月31日モスクワ）は、ポーランドのヴァイオリニスト・作曲家。ルブリン出身。

## 経歴
ユダヤ人の家系だが、父ヴォルフ・ヘルマン（Wolf Helman）が医師になる際にユダヤ教からカトリックに改宗してトビアシュ・ピェトルシュカ（Tobiasz Pietruszka）と改名し、住所にちなんで姓を「ヴィエニャフスキ」と改めた。
8歳でパリ音楽院に入学し、13歳で独立した演奏家として広く欧米を巡演した。1874年から1877年までブリュッセル王立音楽院教授として教育活動に従事した。晩年は肥満と心臓病に苦しみ、1880年、療養先のモスクワで客死。
1935年には彼の生誕100年を記念して、現在でもヴァイオリニストの登竜門として知られるヴィエニャフスキ国際ヴァイオリン・コンクールが創設された。1957年、ヴィエニャフスキ国際ヴァイオリン製作コンクールが創設された。

## 家族・親族
弟のユゼフ・ヴィエニャフスキもピアニスト・作曲家として活躍。時に共演した。

## 作曲作品について
驚異的な技巧と情熱による華麗な演奏が知られ、その作品もまたスラヴ的情緒と名人芸的要素により今日なお愛されている。

## 作品

### ヴァイオリン・管弦楽の曲
- ヴァイオリン協奏曲第1番嬰ヘ短調　Violin concerto No.1  Op.14
- ヴァイオリン協奏曲第2番ニ短調　　Violin concerto No.2  Op.22
- 華麗なるポロネーズ第1番ニ長調　Polonaise brillante (Polonaise de Concert) No.1  Op.4
- 物語（伝説曲）  Légende  Op.17
- 「ファウスト」による華麗なる幻想曲　Fantasie brillante sur "Faust"  Op.20
- 華麗なるポロネーズ第2番イ長調  Polonaise brillante No.2  Op.21

### ヴァイオリン曲
- クヤヴィヤーク「ポーゼンの思い出」Kuýawiak　"Souvenir de Posen"　Op.3
- 悲歌的アダージョ　Adagio élégiaque  Op.5
- モスクワの思い出　Souvenir de Moscou　Op.6
- カプリッチョ・ワルツ（奇想円舞曲）　Capriccio-valse　Op.7
- ポロネーズ大二重奏曲 Grand Duo Polonaise  Op.8（弟のユゼフ・ヴィエニャフスキとの共作）
- 新しい手法　L'École Moderne, Études-Caprices  (10曲)　Op.10 (ヴァイオリン独奏)
- ロシアの謝肉祭　Le carnaval russe　Op.11
- 2つのマズルカ　2 Mazurkas　Op.12
- 創作主題による華麗なる変奏曲　Variations brillante sur thème originale  Op.15
- スケルツォ・タランテラ　Scherzo-tarantelle　Op.16
- エチュード・カプリース　Études-Caprices (8曲)　Op.18　（2つのヴァイオリンの為の作品）
- 2つの性格的なマズルカ　2 Mazurkas characteristique  Op.19